# Alles nur nach Gottes Willen, BWV 72

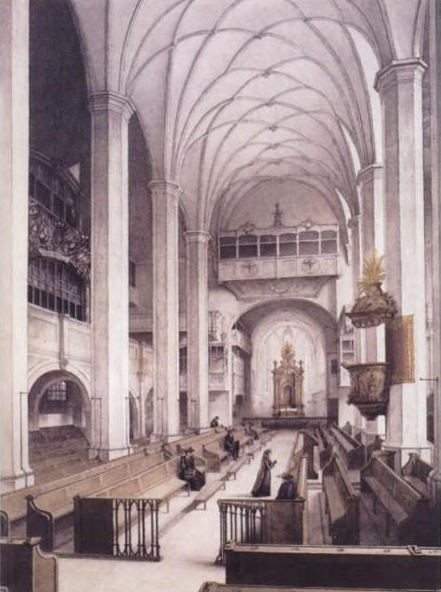
Interior de l'església de sant Tomas de Leipzig, on es va estrenar la peça musical.

Alles nur nach Gottes Willen, BWV 72 (Tot segons la voluntat de Déu), és una cantata religiosa de Johann Sebastian Bach per al tercer diumenge després de Reis, estrenada a Leipzig, el 27 de gener de 1726.

## Origen i context
El llibret és de Salomo Franck i forma part de la col·lecció Evangelisches Andachts-Opffer de l'any 1715 fet que fa pensar en una possible primera composició a Weimar; per cloure l'obra, empra l'última estrofa de l'himne Was mein Gott will, das g’scheh allzeit del marcgravi Albrecht de Brandenburg. El text fa referència a l'evangeli del dia Mateu (8, 1-13), que narra la curació d'un leprós i la del criat d'un centurió, i ho aprofita per exhortar la submissió del fidel a la voluntat de Déu. Per a aquest diumenge es conserven, a més, la BWV 73, la BWV 111 i la BWV 156.

## Anàlisi
Obra escrita per a soprano, contralt, baix i cor; dos oboès, corda i baix continu. Consta de sis números.
1. Cor: Alles nur nach Gottes Willen (Tot segons la voluntat de Déu)
2. Recitatiu (contralt): O selger Christ, der allzeit seinen Willen (Oh, benaurat cristià, qui en tot moment la seva voluntat)
3. Ària (contralt): Mit allem, was ich hab und bin (Amb tot el que tinc i soc)
4. Recitatiu (baix): So glaube nun!  (Així doncs, ara creu!)
5. Ària (soprano):  Mein Jesus will es tun (Mon Jesús ho vol fer)
6. Coral:  Was mein Gott will, das g'scheh allzeit  (Allò que el meu Déu vol, sempre s'escau)

El número inicial del text de Franck és una ària però Bach l'encarrega al cor amb tota l'orquestra, que toca un gran concertant; la introducció orquestral forneix el material al cor i es fon amb ell. El recitatiu de contralt, s'estructura en tres seccions i la central canta nou vegades l'exclamació Herr, so du willt (Senyor, si vós ho voleu); segueix l'ària, també de contralt, que amb els dos violins i el continu desenvolupen una fuga, que sembla l'allegro d'una sonata en trio. Després d'un recitatiu de baix, número 4, que en la part final al·ludeix a les famoses paraules del centurió “Senyor, jo no sóc digne que entreu a casa meva”, ve l'ària de soprano amb l'oboè i la corda, que és una altra gran intervenció orquestral que fa arribar finalment la serenitat, en cantar “Mon Jesús ho vol fer, vol endolcir la teva Creu”. El coral a cappella, amb el soprano duplicat pels oboès i els violins i les altres veus per la corda de la seva tessitura, clouen l'obra. Té una durada aproximada d'un quart d'hora llarg.

## Discografia seleccionada
- J.S. Bach: Das Kantatenwerk. Sacred Cantatas Vol. 4. Nikolaus Harnoncourt, Tölzer Knabenchor (Gerhard Schmidt-Gaden, director), Concentus Musicus Wien, Wilhelm Wiedl (soprano del cor), Paul Esswood, Kurt Equiluz, Ruud van der Meer. (Teldec), 1994.
- J.S. Bach: The complete live recordings from the Bach Cantata Pilgrimage. CD 6: Chiesa di San Marco, Milà; 22 i 23 de gener de 2000. John Eliot Gardiner, Monteverdi Choir, English Baroque Soloists, Joanne Lunn, Sara Mingardo, Stephen Varcoe. (Soli Deo Gloria), 2013.
- J.S. Bach: Complete Cantatas Vol. 19. Ton Koopman, Amsterdam Baroque Orchestra & Choir, Sandrine Piau, Bogna Bartosz, Klaus Mertens. (Challenge Classics), 2006.
- J.S. Bach: Cantatas Vol. 2. Masaaki Suzuki, Bach Collegium Japan, Rachel Nicholls, Robin Blaze, Peter Kooij. (BIS), 2009.
- J.S. Bach: Church Cantatas Vol. 23. Helmuth Rilling, Gächinger Kantorei, Bach-Collegium Stuttgart, Arleen Augér, Hildegard Laurich, Wolfgang Schöne. (Hänssler), 1999.